# Francis Hirst
Francis Wrigley Hirst (Dalton Lodge, 10 giugno 1873 – Singleton, 22 febbraio 1953) è stato un economista e sociologo britannico.
Fu direttore dell'Economist dal 1907 al 1915 e si interessò principalmente di storia economica.

## Infanzia
Fu terzo di cinque figli (due maschi e tre femmine) di un prosperoso industriale della lana Alfred Hirst, divenuto cieco a 27 anni, e di sua moglie Mary Wrigley.
Da entrambi i genitori, Hirst poté vantare antenati anticonformisti che si erano battuti per la Great Reform Bill e per l'abrogazione delle Corn Laws. Il nonno materno, Joseph Woodhead di Huddersfield, supportò Richard Cobden e John Bright nell'opposizione alla guerra di Crimea e votò per Cobden a Huddersfield in 1857. Il nonno paterno, Charles Hirst, ripeteva spesso al figlio Alfred, “sii sempre contro la guerra; nove volte su dieci avrai ragione, la decima non importa.”
Da bambino nei primi anni 1880, Frank Hirst incontrò alcuni telai a mano ricordo degli anni di carestia sofferti durante la guerra contro Francia, quando il lavoro mancava e le tasse rendevano il grano così caro da rendere la fame uno spettro comune.

## Giovinezza
Nel 1891 Hirst vinse una borsa di studio in studi classici al Wadham College di Oxford, dove iniziò la carriera accademica. Successivamente fu eletto bibliotecario e presidente della Oxford Union. Nel 1899 vinse il Cobden Prize. Sebbene avesse provato a esercitare la libera professione di avvocato la scarsa clientela e la convinzione di non essere tagliato per il foro gli fecero scartare quella strada a favore del giornalismo e del lavoro di scrittore.
Nel 1903 sposò Helena Cobden (dalla quale non ebbe figli), nipote di Cobden, in Heyshott dove alla fine risiettero nella vecchia casa di Cobden: Dunford House, Sussex, nel quale divenne presidente della Dunford House Association.

## Opere
- Adam Smith, 1904
- Stock Exchange, 1911
- Gladstone, come finanziere ed economista, 1931
- Mercati liberi e monopoli, 1942
- In the Golden Days, 1948